# Дочка командира
«Дочка командира» — радянський художній фільм 1981 року, знятий режисером Борисом Горошком на кіностудії «Білорусьфільм».

## Сюжет
Коли почалася війна, Валя, дочка командира, зі своїми маленькими друзями Гринею та Дімою безстрашно допомагала захисникам Брестської фортеці.

## У ролях
- Анна Назар'єва — Валя Бєда
- Валентина Ананьїна — Валентина Бєда
- Володимир Талашко — Бєда, командир полку, батько Валі, майор
- Міша Боттінг — Діма Трофімов, вихованець музичного взводу
- Володя Рум'янцев — Гриня Лопаткін
- Ігор Васильєв — майор Крейц
- Наталія Бражникова — Ксенія Бєда, мати Валі
- Геннадій Овсянников — старшина Плющ
- Олександра Климова — Семібратова
- Георгій Куликов — Кузьма Матвійович Лопаткін, військовий лікар, батько Грині
- Петро Юрченков — Василь Разумневич, комісар, секретар міськкому комсомолу
- Олександр Бєліна — червоноармієць
- Михайло Васьков — військовий кухар-хлібопек
- В. Гришкевич — епізод
- Михайло Долгополов — артилерист
- Галина Мікшун — епізод
- А. Сівкова — епізод
- Микола Смирнов — епізод
- Анатолій Столбов — епізод
- Юрій Шульга — епізод
- Елла Шалімова — епізод
- Іван Герасевич — німецький офіцер
- Тетяна Решетнікова — епізод

## Знімальна група
- Режисер — Борис Горошко
- Сценарист — Юрій Яковлєв
- Оператор — Олег Авдєєв
- Композитор — Михайло Зів
- Художники — Володимир Бєлоусов, Володимир Чернишов